# Belastungsmarke

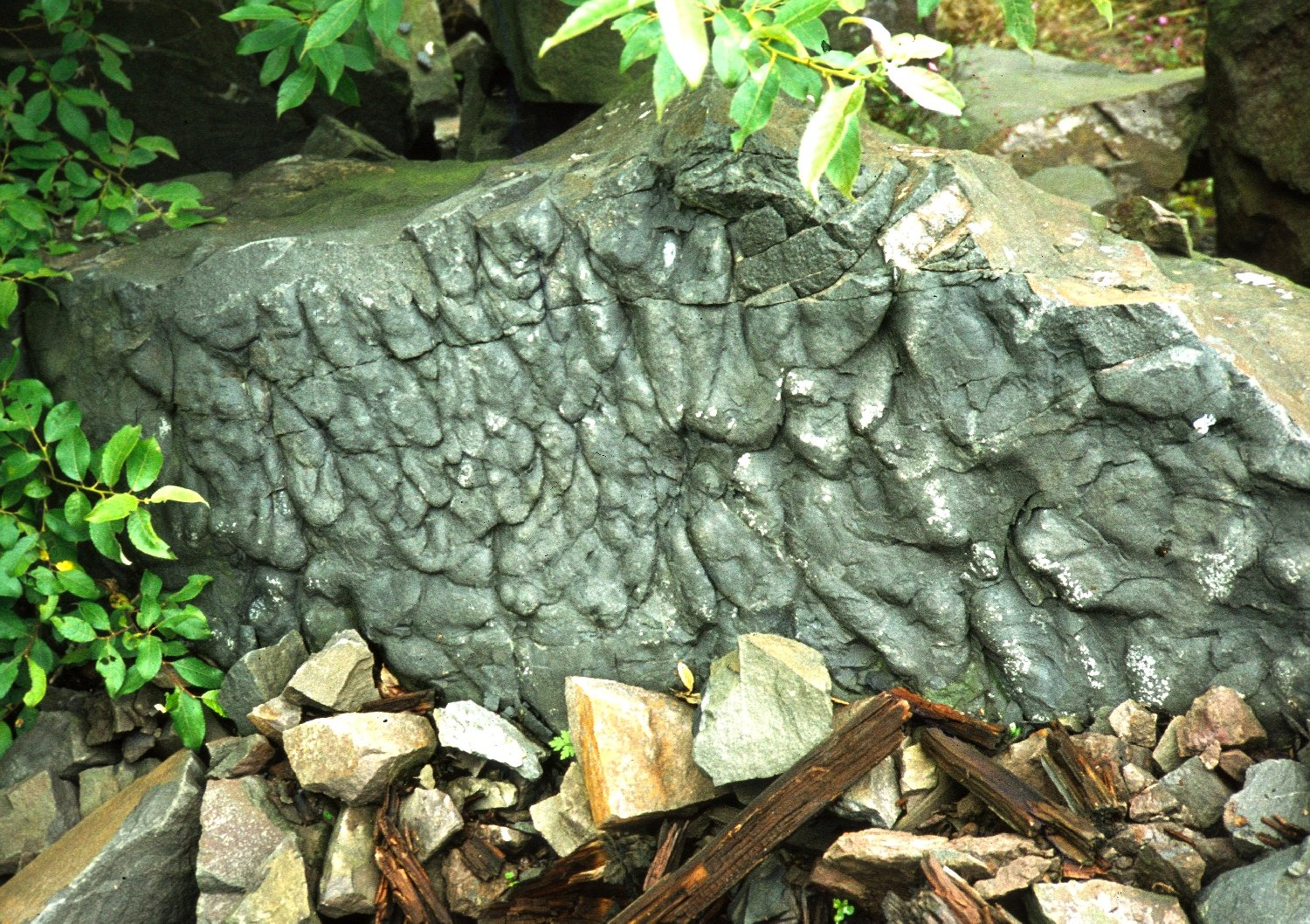
Belastungsmarken in einem Steinbruch bei Pressig

Eine Belastungsmarke  ist eine Deformation im unverfestigten Sediment. Diese recht häufige Struktur an der Bankunterseite ist die Folge einer Rayleigh-Taylor-Instabilität. Die Instabilität tritt auf, wenn eine Schicht mit höherer Dichte über einer Schicht mit geringerer Dichte liegt und das Sediment sich unter dem Einfluss von Druck verflüssigt. Als Auslöser für die Verflüssigung werden Erdbeben angesehen.

## Begriffsklärung
Der Begriff Belastungsmarke (engl. load cast, manchmal auch load structure) bezieht sich auf die von einer schwereren Oberschicht ausgeübte Belastung, welche in der leichteren Unterschicht zu Verformungen führt, der Marke. Eng verwandt mit Belastungsmarken sind Massenverlagerungen wie beispielsweise „Flammenstrukturen“ (engl. flame structures), „Belastungswellen“ (engl. load waves) und sogenannte „Anticrests“. Eine extreme Weiterentwicklung sind „Pseudoknollen“ (engl. pseudo-nodules) und „Belastungsbälle“ (engl. ball-and-pillow structure), die sehr tief (bis zu 6 Meter) in die Unterschicht einsinken können.

## Geschichte
Belastungsmarken wurden wissenschaftlich zum ersten Mal 1895 von T. Fuchs beschrieben, der sie damals noch Fließwülste nannte. Es gelang ihm ferner, die Strukturen experimentell zu erzeugen. Spätere wichtige Studien stammen von H. C. Sorby aus dem Jahr 1908, von P. Kukuk aus dem Jahr 1920 und von R. R. Shrock aus dem Jahr 1948.

## Beschreibung
Belastungsmarken bilden sich an der Unterseite einer dichteren Oberschicht (bestehend aus Sand, Grobsand oder Kies), welche eine weniger dichte, hydroplastische Unterschicht (bestehend aus Ton, Silt oder Feinsand) überlagert. Die entstehenden Formen sind beulen-, schwielen, sack-, warzen- oder protuberanzartig. Im Profil betrachtet erscheinen sie als aufgereihte, abgeflachte Loben, die in die Unterschicht hineinragen. Die im gleichen  Abstand angeordneten Loben besitzen in etwa dieselbe Größe und Gestalt. Zwischen den Loben dringen aus der  Unterschicht geringerer Dichte flammenartige Zungen auf. Dreidimensional gesehen ähneln die Loben runden bis länglichen Kissen, die durch enge Vertiefungen voneinander getrennt werden. Die Abfolge aus Loben und Zungen kann durch eine Aneinanderreihung von Halbellipsen, die sich jeweils an den Zungenspitzen gegenseitig berühren, idealisiert werden. Den Halbellipsen kann sodann eine charakteristische Wellenlänge L zugeordnet werden. Diese charakteristische Wellenlänge ist hierbei vom jeweiligen Dichte- und Viskositätsunterschied der beiden Schichten abhängig. Gewöhnlich weist sie Werte zwischen ein paar Millimeter und 10 Zentimeter auf, sie kann aber in Extremfällen bis auf 10 Meter anwachsen.

## Vorkommen
Belastungsmarken treten in sehr unterschiedlichen Faziesräumen auf. Am häufigsten sind sie in Turbiditen, aber sie kommen auch in fluviatilen und flachmarinen Environments vor. Gelegentlich werden sie auch in Seesedimenten gefunden. Selbst in geschichteten magmatischen Intrusionen (engl. layered igneous intrusions)  und in pyroklastischen Abfolgen können sie beobachtet werden. Sehr gute Beispiele für Belastungsmarken stammen aus der Borrowdale Volcanic Series im Lake District und aus der Bude-Formation im Südwesten Englands.

## Entstehung

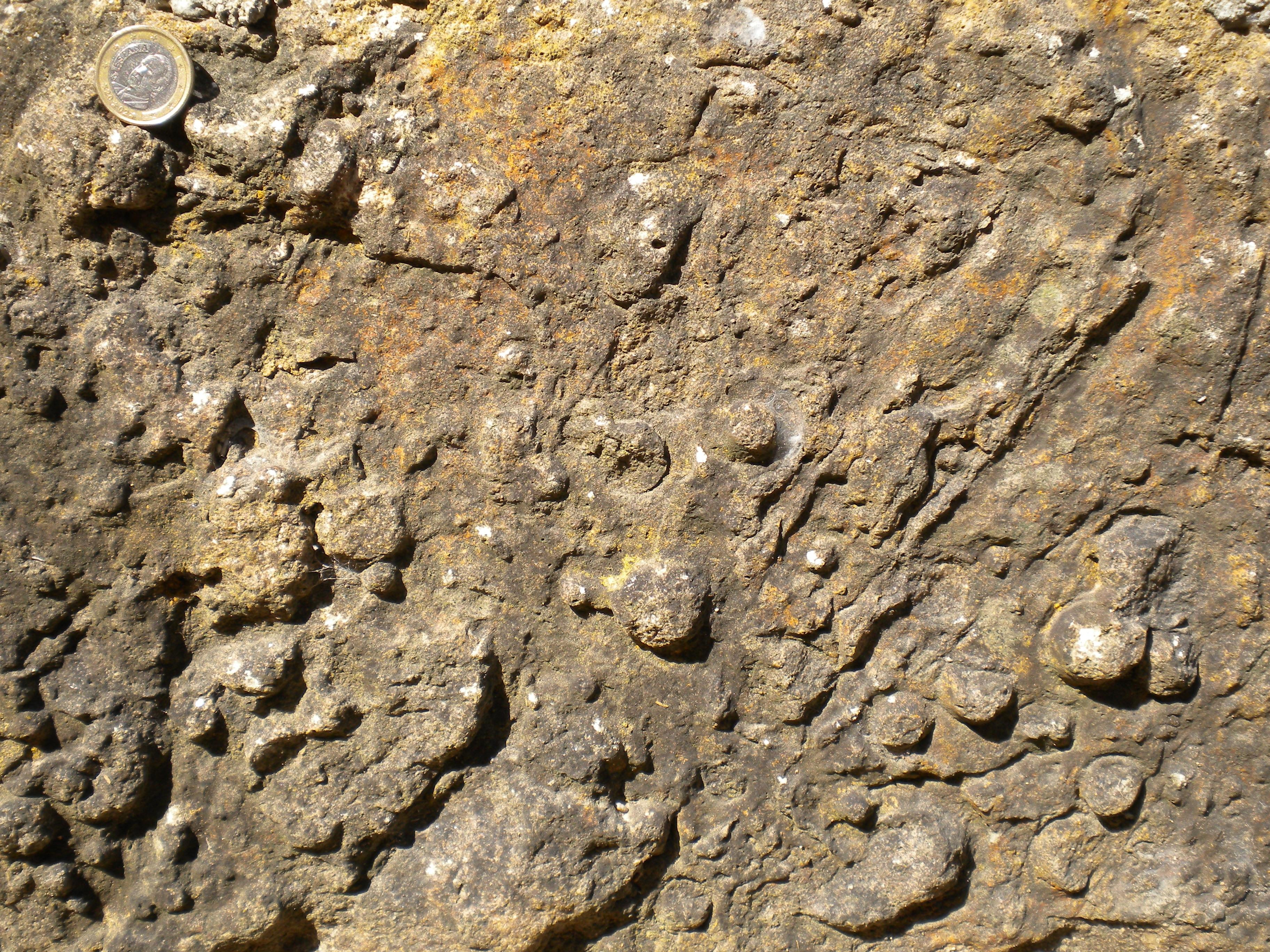
Warzenartige Belastungsmarken aus dem Hettangium des nördlichen Aquitanischen Beckens

Belastungsmarken entstehen in schlammig-sandigen Ablagerungsbereichen, wenn unterschiedlich mächtige, sandige Auflagerungen den Untergrund verschieden stark eindrücken. Auch größere Gesteinsbruchstücke oder anderes im sedimentbildenden Trübestrom mitgeführtes Material kann diese Druckunterschiede an der Sedimentbasis erzeugen.
Damit Belastungsmarken entstehen können, muss eine inverse Dichtelagerung vorhanden sein. Derartige Anordnungen sind im Schwerefeld der Erde instabil, da ihre Potentielle Energie kein Minimum aufweist. Belastungsmarken sind ein Beispiel für die Instabilität von Grenzschichten in gestörten Dichteprofilen. Die Instabilität wird als Rayleigh-Taylor-Instabilität bezeichnet. Sie wird durch den höheren statischen Auftrieb der leichteren Unterschicht im Vergleich zur Oberschicht angetrieben.
Diese Instabilität ist aber anfänglich nur potentiell vorhanden. Sie bedarf zusätzlich der Fluidisierung des Sediments, um auch tatsächlich in Erscheinung zu treten. Der Fluidisierungsprozess bedeutet für die betroffene Schicht einen beträchtlichen, wenn nicht sogar vollständigen Verlust an inneren Zusammenhalt (engl. yield strength). Das heißt, es muss keine Mindestkraft aufgebracht werden, um das jeweilige Material zu verformen. Diese Zusatzbedingung wurde bereits von Sorby im Jahr 1908 erkannt (und später erneut von Shrock im Jahr 1948). Der Fluidisierungsprozess wird meist von schockartigen Bewegungen ausgelöst, wie sie bei Erdbeben auftreten. So konnte Sims 1975 die Entstehung von Belastungsmarken in Seesedimenten mit historischen Erdbebenereignissen in Verbindung bringen.

## Bedeutung
Belastungsmarken sind Geopetalgefüge und damit gute Indikatoren der Hangendrichtung des jeweiligen Sediments.